# Pedro Piquet
Pedro Estácio Leão Piquet Souto Maior (Brasilia, Brasil; 3 de julio de 1998), más conocido como Pedro Piquet, es un piloto de automovilismo brasileño. Es hijo del tricampeón mundial de Fórmula 1 Nelson Piquet y hermano menor del campeón de la temporada 2014-15 de Fórmula E Nelson Piquet, Jr..

## Carrera

### Karting
Piquet comenzó su carrera en karts a los 8 años en 2006. Durante su carrera de karting, ganó numerosos títulos, incluidos tres campeonatos brasileños.

### Toyota Racing Series
En 2014, debutó en Toyota Racing Series. Tuvo problemas en las primeras seis carreras, terminando no más alto que 13º. Su temporada fue llevada a un final prematuro por problemas de licencia relacionados con su edad.
Regresó a la categoría en 2016, compitiendo M2 Competition.

### Fórmula 3 Brasileña
Luego de una temporada descarrilada en Toyota Racing Series, Piquet regresa a Brasil para competir en el campeonato de Fórmula 3 Brasileña en 2014. Tuvo una temporada extremadamente exitosa, ganando 11 de las 16 carreras y el campeonato.

### Campeonato Europeo de Fórmula 3 de la FIA
En 2016, Pedro pasará al Campeonato Europeo de Fórmula 3 de la FIA con el equipo Van Amersfoort Racing.

### GP3 Series
Llega al campeonato de GP3 Series en 2018, con Trident, En julio, en la carrera corta de Silverstone, Piquet logra su primera victoria en el torneo, por delante de Alesi y Tveter.

### Campeonato de Fórmula 3 de la FIA

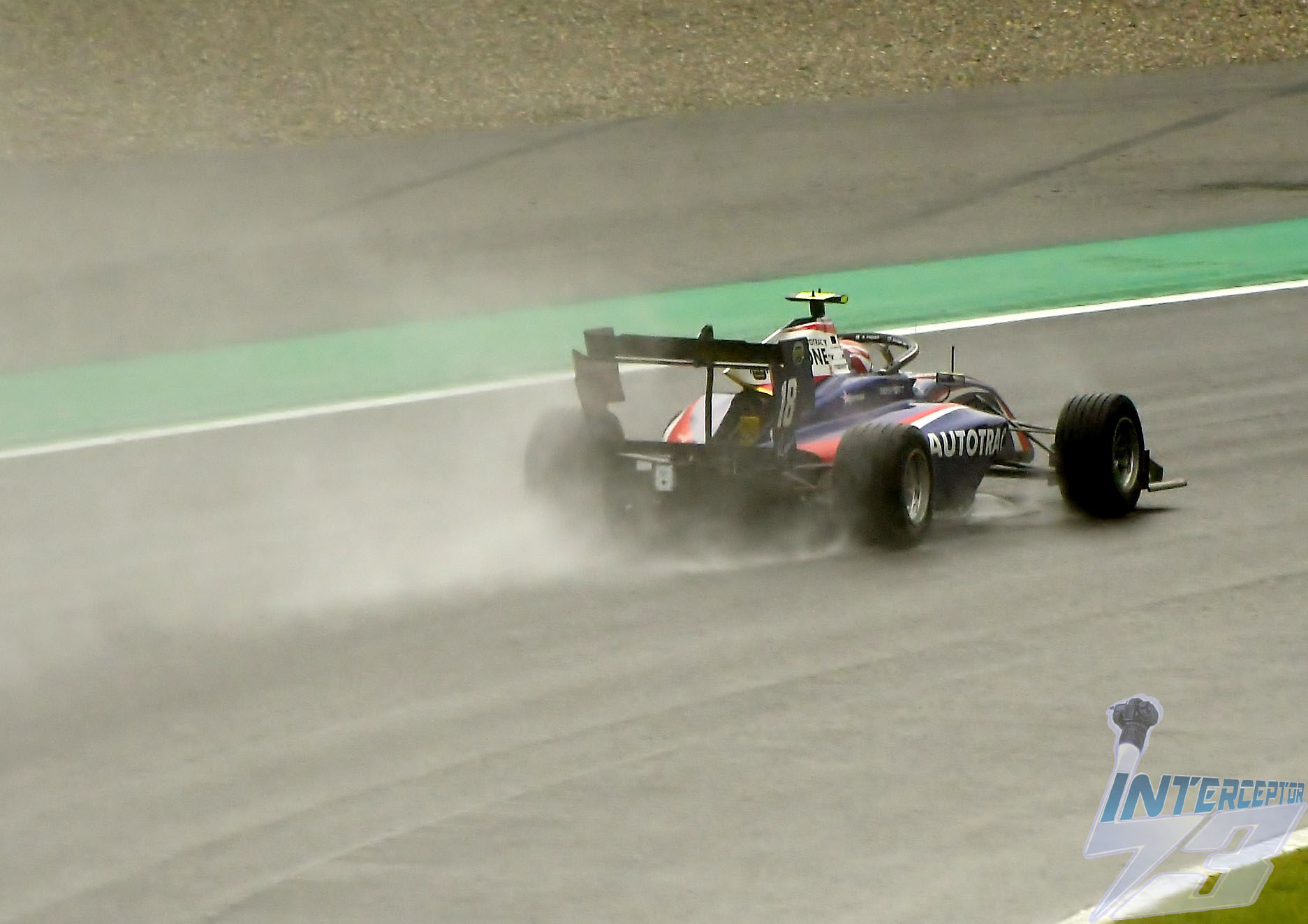
Pedro Piquet en la ronda de Monza de Fórmula 3.

En 2019, Piquet corrió en Fórmula 3 con la escudería Trident junto a Devlin DeFrancesco y a Niko Kari. Subió al podio en las dos carreras de Le Castellet, y logró la victoria en la carrera 1 de la ronda en Spa-Francorchamps. Finalmente terminó quinto el campeonato, logrando 98 puntos.

### Campeonato de Fórmula 2 de la FIA
En 2020 fue piloto de Charouz Racing System en el Campeonato de Fórmula 2 de la FIA, teniendo de compañero al suizo Louis Delétraz. Tras cinco rondas fuera de los puntos, el brasileño sumó sus primeros dos puntos en la carrera corta de Barcelona. Volvió a sumar puntos en la carrera larga de Sakhir 2. Finalmente se ubicó en la vigésima posición en el Campeonato de Pilotos. Un día después de finalizada la temporada, el brasileño anunció su desvinculación con Charouz y abandono de la categoría, alegando «problemas financieros».

## Resumen de carrera
| Temporada | Categoría                                          | Equipo                         | Carreras | Victorias | Poles | VR | Podios | Puntos | Pos. |
| --------- | -------------------------------------------------- | ------------------------------ | -------- | --------- | ----- | -- | ------ | ------ | ---- |
| 2014      | Fórmula 3 Brasil                                   | Cesário F3                     | 16       | 11        | 6     | 8  | 14     | 211    | 1.º  |
| 2014      | Campeonato Porsche GT3 Cup Challenge Brasil        |                                | 1        | 1         | 1     | 1  | 1      | 0      | NC†  |
| 2014      | Campeonato Global Rallycross - GRC Lites           | Piquet Sports                  | 1        | 0         | 0     | 0  | 1      | 43     | 12.º |
| 2014      | Campeonato Mercedes-Benz C250 Cup Challenge Brasil | Linardi Sports                 | 1        | 0         | 0     | 0  | 0      | 7      | 24.º |
| 2014      | Toyota Racing Series                               | M2 Competition                 | 6        | 0         | 0     | 0  | 0      | 140    | 23.º |
| 2015      | Fórmula 3 Brasil                                   | Cesário F3                     | 16       | 14        | 8     | 14 | 14     | 213    | 1.º  |
| 2015      | Campeonato Porsche GT3 Cup Challenge Brasil        |                                | 10       | 1         | 1     | 6  | 5      | 49     | 13.º |
| 2015      | Porsche Supercup                                   | The Heart of Racing by Lechner | 2        | 0         | 0     | 0  | 0      | 0      | NC†  |
| 2016      | Campeonato Europeo de Fórmula 3 de la FIA          | Van Amersfoort Racing          | 30       | 0         | 0     | 0  | 0      | 19     | 19.º |
| 2016      | Masters de Fórmula 3                               | Van Amersfoort Racing          | 1        | 0         | 0     | 0  | 0      | N/A    | 6.º  |
| 2016      | Gran Premio de Macao                               | Van Amersfoort Racing          | 1        | 0         | 0     | 0  | 0      | N/A    | 9.º  |
| 2016      | Toyota Racing Series                               | M2 Competition                 | 15       | 2         | 1     | 3  | 7      | 710    | 5.º  |
| 2017      | Campeonato Europeo de Fórmula 3 de la FIA          | Van Amersfoort Racing          | 30       | 0         | 0     | 0  | 1      | 80     | 14.º |
| 2017      | Toyota Racing Series                               | M2 Competition                 | 15       | 3         | 0     | 0  | 8      | 850    | 2.º  |
| 2018      | GP3 Series                                         | Trident                        | 18       | 2         | 0     | 0  | 4      | 106    | 6.º  |
| 2019      | Campeonato de Fórmula 3 de la FIA                  | Trident                        | 16       | 1         | 0     | 1  | 3      | 98     | 5.º  |
| 2020      | Campeonato de Fórmula 2 de la FIA                  | Charouz Racing System          | 24       | 0         | 0     | 0  | 0      | 3      | 20.º |
| 2022      | Stock Car Pro Series                               | Motul TMG Racing               | 1        | 0         | 0     | 0  | 0      | 0      | NC†  |
| Fuente:   |                                                    |                                |          |           |       |    |        |        |      |

- † Como Piquet fue un piloto invitado, no era apto para puntuar.

## Resultados

### Porsche Supercup
(Clave) (negrita indica pole position) (cursiva indica vuelta rápida)

| Año     | Equipo                         | 1   | 2   | 3      | 4   | 5       | 6   | 7   | 8   | 9   | Pos. | Puntos |
| ------- | ------------------------------ | --- | --- | ------ | --- | ------- | --- | --- | --- | --- | ---- | ------ |
| 2015    | The Heart of Racing by Lechner | ESP | MON | AUT 27 | GBR | HUN DSQ | BEL | ITA | USA | USA | NC†  | 0†     |
| Fuente: |                                |     |     |        |     |         |     |     |     |     |      |        |

- † Como Piquet fue un piloto invitado, no era apto para puntuar.

### Campeonato Europeo de Fórmula 3 de la FIA
(Clave) (negrita indica pole position) (cursiva indica vuelta rápida)

| Año  | Equipo                | 1        | 2        | 3         | 4        | 5         | 6       | 7        | 8         | 9        | 10       | 11        | 12       | 13      | 14        | 15        | 16       | 17       | 18       | 19       | 20        | 21       | 22        | 23       | 24       | 25        | 26       | 27       | 28       | 29       | 30       | Pos. | Puntos |
| ---- | --------------------- | -------- | -------- | --------- | -------- | --------- | ------- | -------- | --------- | -------- | -------- | --------- | -------- | ------- | --------- | --------- | -------- | -------- | -------- | -------- | --------- | -------- | --------- | -------- | -------- | --------- | -------- | -------- | -------- | -------- | -------- | ---- | ------ |
| 2016 | Van Amersfoort Racing | LEC 1 11 | LEC 2 14 | LEC 3 Ret | HUN 1 13 | HUN 2 14  | HUN 3 7 | PAU 1 20 | PAU 2 Ret | PAU 3 10 | RBR 1 19 | RBR 2 Ret | RBR 3 13 | NOR 1 9 | NOR 2 Ret | NOR 3 Ret | ZAN 1 13 | ZAN 2 16 | ZAN 3 13 | SPA 1 18 | SPA 2 6   | SPA 3 14 | NÜR 1 17  | NÜR 2 9  | NÜR 3 15 | IMO 1 Ret | IMO 2 12 | IMO 3 14 | HOC 1 16 | HOC 2 17 | HOC 3 15 | 19.º | 19     |
| 2017 | Van Amersfoort Racing | SIL 1 9  | SIL 2 18 | SIL 3 11  | MNZ 1 16 | MNZ 2 Ret | MNZ 3 7 | PAU 1 7  | PAU 2 13  | PAU 3 8  | HUN 1 17 | HUN 2 13  | HUN 3 14 | NOR 1 2 | NOR 2 6   | NOR 3 Ret | SPA 1 10 | SPA 2 16 | SPA 3 12 | ZAN 1 7  | ZAN 2 Ret | ZAN 3 6  | NÜR 1 Ret | NÜR 2 17 | NÜR 3 13 | RBR 1 10  | RBR 2 15 | RBR 3 15 | HOC 1 7  | HOC 2 7  | HOC 3 6  | 14.º | 80     |

### GP3 Series
(Clave) (negrita indica pole position) (cursiva indica vuelta rápida puntuable)

| Año  | Escudería | 1   | 1   | 2   | 2   | 3   | 3   | 4   | 4   | 5   | 5   | 6   | 6   | 7   | 7   | 8   | 8   | 9   | 9   | Pos. | Puntos | Ref.   |
| ---- | --------- | --- | --- | --- | --- | --- | --- | --- | --- | --- | --- | --- | --- | --- | --- | --- | --- | --- | --- | ---- | ------ | ------ |
| 2018 | Trident   | BAR | BAR | LEC | LEC | SPI | SPI | SIL | SIL | BUD | BUD | SPA | SPA | MNZ | MNZ | SOC | SOC | YMC | YMC | 6.º  | 106    | [ 18 ] |
| 2018 | Trident   | 9   | Ret | 6   | 2   | 4   | 2   | 7   | 1   | 12  | 9   | 4   | 5   | 7   | 1   | 15  | 11  | 12  | Ret | 6.º  | 106    | [ 18 ] |

### Campeonato de Fórmula 3 de la FIA
(Clave) (negrita indica pole position) (cursiva indica vuelta rápida puntuable)

| Año  | Escudería | 1   | 1   | 2   | 2   | 3   | 3   | 4   | 4   | 5   | 5   | 6   | 6   | 7   | 7   | 8   | 8   | Pos. | Puntos | Ref.   |
| ---- | --------- | --- | --- | --- | --- | --- | --- | --- | --- | --- | --- | --- | --- | --- | --- | --- | --- | ---- | ------ | ------ |
| 2019 | Trident   | BAR | BAR | LEC | LEC | SPI | SPI | SIL | SIL | BUD | BUD | SPA | SPA | MNZ | MNZ | SOC | SOC | 5.º  | 98     | [ 11 ] |
| 2019 | Trident   | 26  | 16  | 3   | 2   | 6   | 15  | 4   | 27† | Ret | 27  | 1   | 6   | 5   | 5   | 6   | Ret | 5.º  | 98     | [ 11 ] |

### Campeonato de Fórmula 2 de la FIA
(Clave) (negrita indica pole position) (cursiva indica vuelta rápida puntuable)

| Año  | Escudería             | 1    | 1    | 2    | 2    | 3   | 3   | 4    | 4    | 5    | 5    | 6   | 6   | 7   | 7   | 8   | 8   | 9   | 9   | 10  | 10  | 11   | 11   | 12   | 12   | Pos. | Puntos | Ref.   |
| ---- | --------------------- | ---- | ---- | ---- | ---- | --- | --- | ---- | ---- | ---- | ---- | --- | --- | --- | --- | --- | --- | --- | --- | --- | --- | ---- | ---- | ---- | ---- | ---- | ------ | ------ |
| 2020 | Charouz Racing System | SPI1 | SPI1 | SPI2 | SPI2 | BUD | BUD | SIL1 | SIL1 | SIL2 | SIL2 | BAR | BAR | SPA | SPA | MNZ | MNZ | MUG | MUG | SOC | SOC | SAK1 | SAK1 | SAK2 | SAK2 | 20.º | 3      | [ 14 ] |
| 2020 | Charouz Racing System | 13   | 13   | 18   | 14   | 14  | 15  | 11   | 17   | 21   | 19   | 14  | 7   | 12  | 12  | 12  | 17  | 13  | 12  | 17  | 9   | 11   | 19†  | 10   | 11   | 20.º | 3      | [ 14 ] |